# Nils Olav
El coronel en jefe Sir Nils Olav III, Barón de la Isla Bouvet, es un pingüino rey originario del zoológico de Edimburgo, Escocia que ostenta el rango de Coronel-en-jefe de la Guardia Real Noruega. El cargo perteneció al ya fallecido Nils Olav I y posteriormente a su hijo homónimo; Nils Olav II, que heredó los títulos de su padre. 
Se les otorgó, además del rango de coronel, la plaza de mascota de la Guardia Real Noruega durante la visita de los soldados de la guarnición real el 15 de agosto de 2008.

## Otros Nils Olav

### Nils Olav I
Cuando la Guardia del Rey noruego visitó el Edinburgh Military Tattoo de 1961 para un ejercicio de exhibición, un teniente llamado Nils Egelien se interesó en la colonia de pingüinos del zoológico de Edimburgo. Cuando los guardias, una vez más volvieron a Edimburgo en 1972, él hizo los arreglos para que la unidad adoptara al pingüino.
Así, fue llamado Nils; en honor a Nils Egelien, y Olav; inspirándose en el rey Rey Olav V de Noruega.
Inicialmente se le dio el rango de visekorporal (sub-cabo).
No obstante, era promovido cada vez que la Guardia del Rey visitaba al Edinburgh Military Tattoo. En 1982 fue nombrado corporal, y ascendido a sargento en 1987.

### Nils Olav II

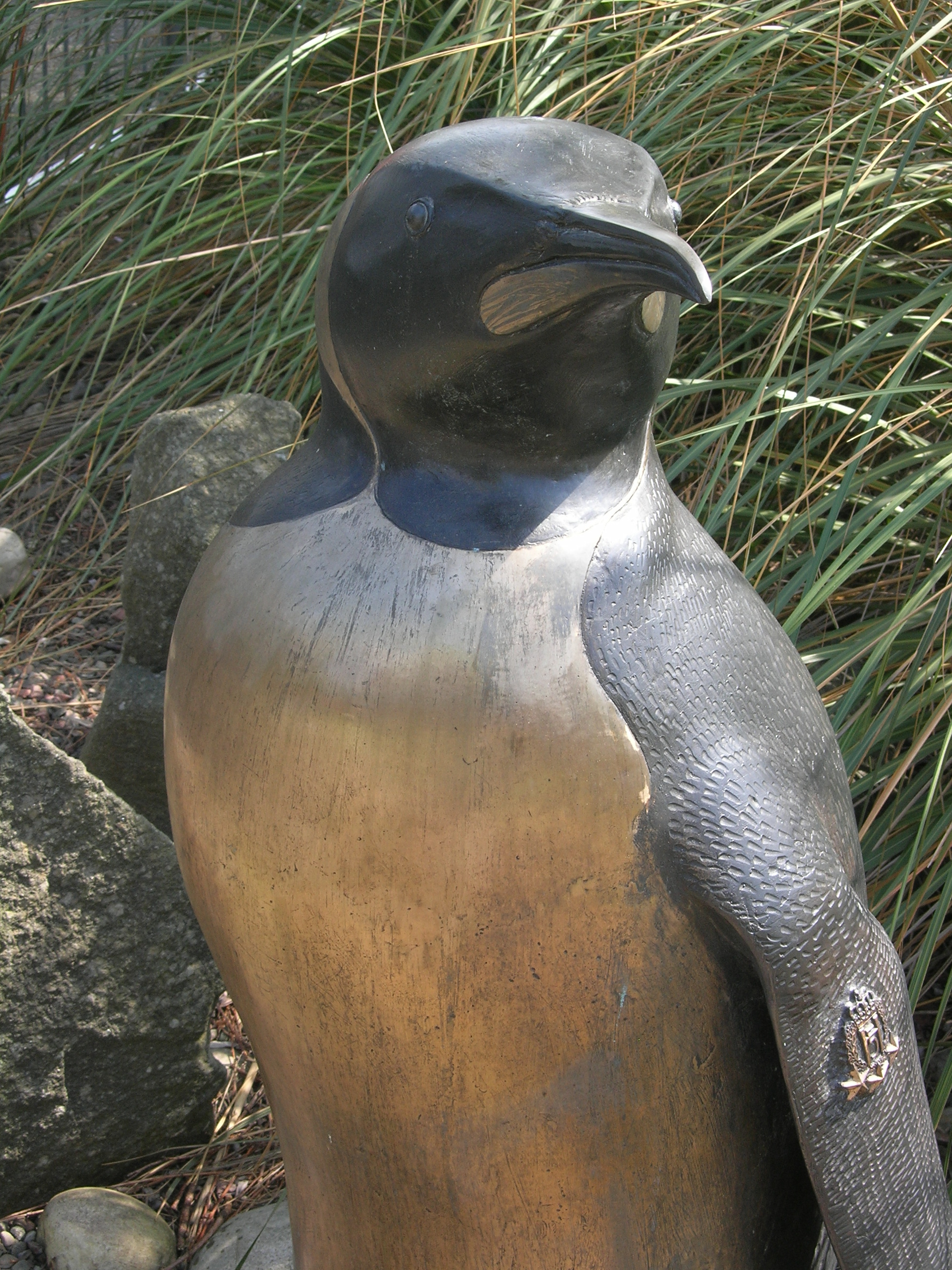
La estatua de bronce de Nils Olav

Poco después de su ascenso a sargento, Nils Olav I falleció y su lugar fue tomado por Nils Olav II, su hijo, cuya edad por aquel entonces era de dos años.
Este siguió ascendiendo y en 1993 obtuvo el rango de Sargento Mayor del regimiento.
El 18 de agosto de 2005, fue ascendido a Coronel en Jefe y el 15 de agosto de 2008 fue galardonado con el título de caballero. Fue el primer pingüino en recibir tal honor en el ejército noruego.
El cargo fue aprobado por el rey de Noruega Harald V. Durante la ceremonia, una multitud de varios cientos de personas se unieron a los guardias en el zoológico para escuchar un discurso del monarca, en el que afirmó que el pingüino tenía "en todos los sentidos los requisitos para recibir el honor y la dignidad de la caballería". El nombre de Nils Olav ha sido también dado a dos pingüinos rey que precedieron como la mascota de la Guardia del Rey.
Al mismo tiempo, una estatua de bronce 120 centímetros fue presentada al zoológico de Edimburgo en su honor. Otra estatua fue erigida en el complejo de la Guardia Real Noruega en Huseby, Oslo. En Noruega se refieren a él como Coronel en Jefe y se recita la placa de su estatua. También se le ha considerado como la mascota de la Guardia del Rey.